# Anapisa aurantiaca
Anapisa aurantiaca là một loài bướm đêm thuộc phân họ Arctiinae, họ Erebidae.